# Valley View (Texas)
Valley View es una ciudad ubicada en el condado de Cooke en el estado estadounidense de Texas. En el Censo de 2010 tenía una población de 757 habitantes y una densidad poblacional de 82,59 personas por km².

## Geografía
Valley View se encuentra ubicada en las coordenadas 33°29′40″N 97°9′10″O / 33.49444, -97.15278. Según la Oficina del Censo de los Estados Unidos, Valley View tiene una superficie total de 9.17 km², de la cual 9.16 km² corresponden a tierra firme y (0.11%) 0.01 km² es agua.

## Demografía
Según el censo de 2010, había 757 personas residiendo en Valley View. La densidad de población era de 82,59 hab./km². De los 757 habitantes, Valley View estaba compuesto por el 94.45% blancos, el 0.26% eran afroamericanos, el 1.32% eran amerindios, el 0.13% eran asiáticos, el 0% eran isleños del Pacífico, el 2.64% eran de otras razas y el 1.19% pertenecían a dos o más razas. Del total de la población el 5.68% eran hispanos o latinos de cualquier raza.